# إيغيلز ليفيتس
إيغيلز ليفيتس (من مواليد 30 يونيو 1955) هو سياسي من لاتفيا ومحامي وعالم سياسي شغل منصب الرئيس العاشر للاتفيا منذ 8 يوليو 2019. كان عضوًا في محكمة العدل الأوروبية من 2004 إلى 2019.
أعلن في أوائل مايو 2023 أنه لن يترشح للانتخابات الرئاسية ، وفي 31 مايو، انتُخب إدغار رينكوفيس ‏ خلفًا له.

## حياته المبكره
ولد ليفيتس في ريغا ، لعائلة المهندس اليهودي اللاتفي جوناس ليفيتس ووالدتهالشاعرة الألمانية اللاتفية البلطيقية Ingeborga Levita [ingeborga levita] (المعروفة بإسم Barga ، او الاسم المستعار Aija Zemzare ). في عام 1972 ، تم طرد العائلة من الاتحاد السوفيتي بسبب أنشطتها المنشقة السوفييتية  واستقرت في ألمانيا الغربية ، حيث يعيش أقارب إنجبورغا. عاشوا في ألمانيا الغربية حتى عام 1990 عندما استعادت لاتفيا استقلالها.

## الأراء السياسية
أعرب ليفيتس عن وجهات نظر محافظة تقليديا حول قضايا السياسة في لاتفيا. خلال فترة عمله كقاض أوروبي، شارك في التطورات الحالية في لاتفيا وعلق عليها ؛ على سبيل المثال، قال إن لا استقبال اللاجئين ولا اتفاقية اسطنبول ينتهك دستور لاتفيا . أعرب ليفيتس عن شكوكه بشأن إجراء تغيير كبير في النظام المالي ، واصفًا لاتفيا بأنها واحدة من أقوى الاقتصادات في أوروبا.
دعم ليفيتس أيضًا العديد من المبادرات للحد من استخدام اللغة الروسية في لاتفيا، بما في ذلك إصدار تعديلات تحظر الجامعات الخاصة من التدريس بلغات أخرى غير اللغات الرسمية للاتحاد الأوروبي ،  وأعادوا التأكيد على أن المواطنين الروس (حتى المولودين في لاتفيا ) يجب أن يجتازوا أولاً اختبار محو الأمية في لاتفيا للحصول على الجنسية. ليفيتس ليس عضوًا في أي حزب سياسي ، وقد أعرب عن رغبته في البقاء مستقلًا.

## الحياة الشخصية

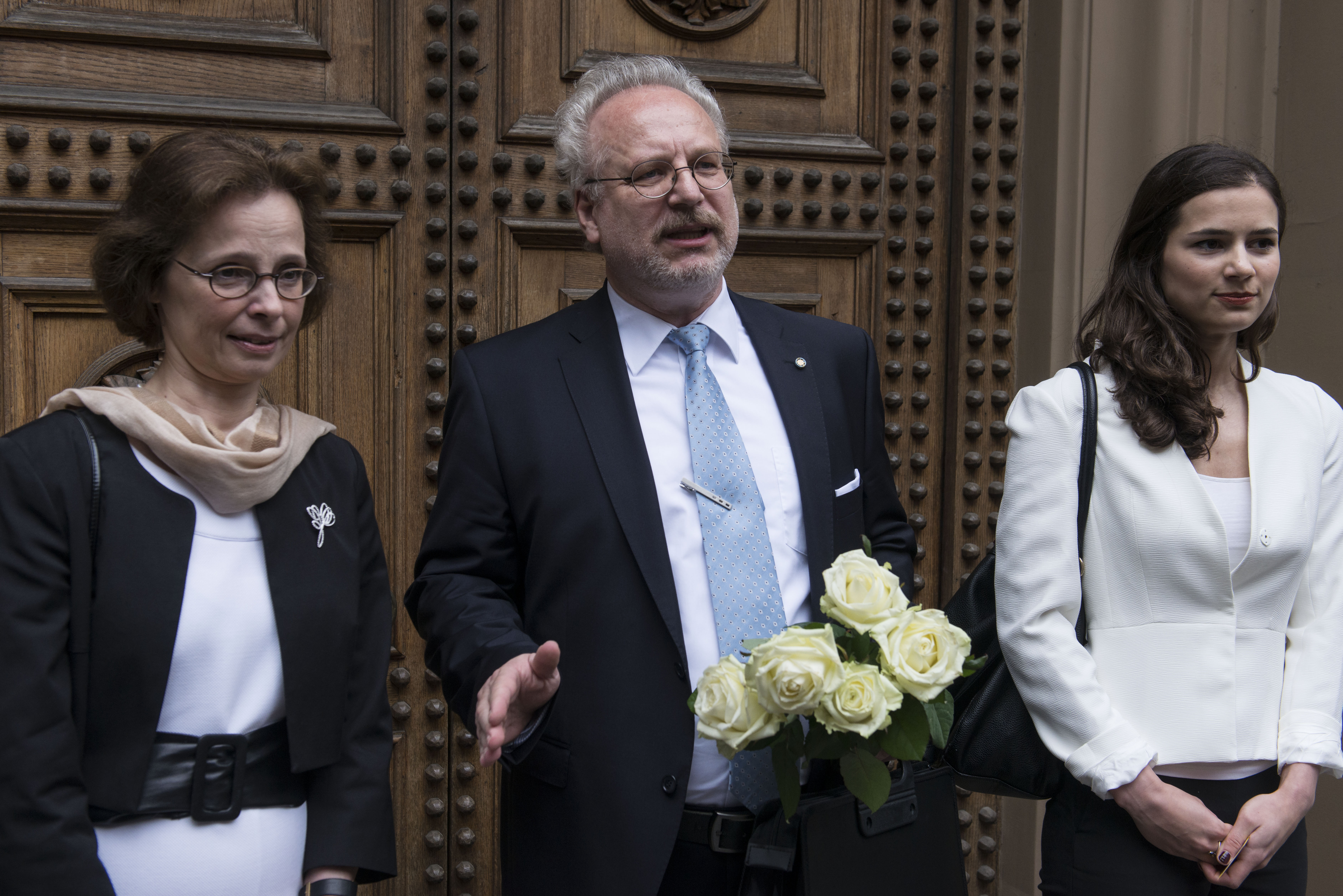
إيغيلز ليفيتس مع زوجته أندرا (يسار) وابنته إندرا (يمين)

ليفيتس متزوج من أندرا ليفيت ، وهي طبيبة نسائيه ، ولديه منها ابن اسمه ليناردس وابنة تدعى إندرا. في عام 2019 ، أصدر ليفيتس كتابه الأول Valstsgriba. Idejas un domas Latvijai 1985-2018 ( إرادة البلد: أفكار وأفكار للاتفيا 1985-2018 ) حيث يذكر المقالات والمقابلات ويجمعها مع آرائه الشخصية كقاض في محكمة العدل التابعة للاتحاد الأوروبي. بصرف النظر عن لغته الأم اللاتفية ، فهو يجيد أيضًا الألمانية (بسبب فترة وجوده في ألمانيا ) والإنجليزية والفرنسية والروسية .